# 13923 Peterhof
13923 Peterhof eller 1985 UA5 är en asteroid i huvudbältet som upptäcktes den 22 oktober 1985 av den sovjetisk-ryska astronomen Ljudmila Zjuravljova vid Krims astrofysiska observatorium på Krim. Den är uppkallad efter Peterhofs palats.
Asteroiden har en diameter på ungefär 9 kilometer.